# Girlfriends (Band)
Girlfriends sind ein Pop-Punk-Duo, bestehend aus Travis Mills und Nick Gross. Sie gründeten die Band im Dezember 2019 in Los Angeles. Die Musik besteht aus Elementen aus den Genres Rock und Pop.

## Geschichte

### Entstehung
Die beiden Mitglieder Travis Mills und Nick Gross kennen sich seit 2014.
Als Nick Gross im Dezember 2019 auf Instagram ein Video von ihm beim Schlagzeug spielen für die Band Goldfinger veröffentlichte, kontaktierte ihn Mills. Jener hatte zu diesem Zeitpunkt verschiedene psychische Probleme und wollte seine Gefühle mit einem neuen kreativen Projekt zum Ausdruck bringen. Da beide einen Neustart wollten, gründeten sie girlfriends.
Travis Mills ist der Sänger der Band, Nick Gross der Drummer, spielt jedoch auch andere Instrumente.
Die Band ist beim Label Big Noise Music Group unter Vertrag, welche ihren Sitz ebenfalls in Los Angelos hat. Als Produzent und Co-Writer holten sie John Feldmann hinzu. Feldmann, der von Gross und Mills ‚Feldi‘ genannt wird, spielt mit Gross zusammen in der Band Goldfinger und hatte auch schon mit Mills verschiedene musikalische Projekte produziert. Er arbeitet ebenfalls beim Labels Big Noise. Als Trio schreiben und produzieren sie alle Songs zusammen.
Der Name girlfriends entstand, als sie noch keinen Song geschrieben hatten, aus einer Idee von Travis Mills. Er half der Band auch dabei ihren eigenen Sound zu finden und festzulegen in welche Richtung die Musik gehen soll, da sie sich nicht von vornherein sicher waren in welchem Genre sich die Band bewegen soll. Auch John Feldmann half mit seiner Erfahrung dabei den Sound für die Band zu finden.
Sowohl Mills als auch Gross hatten in ihrer bisherigen professionellen Karriere keine Pop-Punk Musik gemacht, das Genre ist jedoch passend für die Band, da beide Mitglieder damit aufgewachsen sind und andere Pop-Punk-Bands sie bereits früh prägten und auch dazu inspirierten selbst mit der Musik anzufangen.

### Erste Single und Debütalbum
Die erste Single California, die auch auf dem Debütalbum zu finden ist, stellt eine Hommage an die Heimat der beiden Mitglieder, Kalifornien, da.
Die Produktion des Debütalbums ging schnell. Zu dritt schrieben Mills, Gross und Feldmann 20 Songs in nur wenigen Monaten. Diese Zeit war auch geprägt durch die COVID-19-Pandemie, die der Band aber auch beim Schreiben der Songs half, da sie dadurch sehr fokussiert waren auf die Musik und den Lockdown größtenteils im Studio, welches sich im Haus von John Feldmann befindet, verbrachten.
Die Band erhielt auch weitere Hilfe durch den Musiker Mod Sun beim Schreiben des Songs Sugar On Her Lips und produzierte Features mit Travis Baker, Bert McCracken und DeathbyRomy.
Der Inhalt des Albums drückt viele Emotionen der Band, wie Verzweiflung und Angst, aber auch Hoffnung aus. Travis Mills beschrieb die Produktion des Albums auch als Therapiestunden.
Seit Januar 2021 arbeitet die Band am zweiten Album.

## Mitglieder

### Nick Gross
Nick Gross ist selbständig und hat bereits verschiedene Unternehmen gegründet, darunter auch das Plattenlabel Big Noise, bei dem auch girlfriends unter Vertrag ist. Als Drummer hat er schon in verschiedenen Bands gespielt, zurzeit ist er außerhalb von girlfriends auch Mitglied der Band Goldfinger.

### Travis Mills
Als T.Mills wurde Travis Mills mit Hip-Hop 2008 bekannt. Diese Anfänge hatten musikalisch gesehen jedoch nichts zu tun mit dem jetzigen Stil der Band. Nach seinem Soloprojekt machte Mills eine Schaffenspause und veröffentlichte vier Jahre lang keine Musik mehr. Er war nicht mehr inspiriert und wusste jedoch, dass er etwas ganz anderes machen wollen würde, wenn er zur Musik zurückkehrt. Mills hat außerdem als Produzent mit anderen Musikern zusammengearbeitet.
Der Musiker leidet unter Angstzuständen und Depressionen. Seine Musik soll die Gefühle, die er empfindet, darstellen und psychische Probleme betonen. Vor der Gründung der Band hatte Mills eine schwere Zeit durchmachen müssen, da die Auflösung seiner Beziehung mit Madelaine Petsch sehr öffentlich zuging und er mit dem Verlust seines Freundes Lil Peep umgehen musste.

## Stil
Die Musik von girlfriends enthält Elemente aus den Genres Rock und Pop und kann dem Subgenre Pop-Punk zugeordnet werden. Die Musik folgt dem simplen Rockbandaufbau aus Gitarren, Drums und Vocals.
Die Texte spiegeln Emotionen wie Angst, Trauer, aber auch Hoffnung wider, da die Musiker beim Schreiben der Songs ihre Gefühle verarbeiteten.
Das Label beschreibt die Band als „sehr authentisch, ehrlich, geradeheraus, energetisch und inspirierend“.
Sie haben einen nostalgischen und dennoch zeitlosen Sound der Old-School- und Klassisch-Punk ist, jedoch auch modern klingt durch die Pop-Elemente und die herausstechende Stimme von Travis Mills. Die Band wird häufig verglichen mit anderen Pop- bzw. Punk-Bands wie 5 Seconds of Summer, All Time Low und Blink-182.

## Medienpräsenz
Girlfriends trat zum ersten Mal am 10. Juni 2020 auf den sozialen Medien Instagram und Facebook in Erscheinung und postet seitdem dort regelmäßig. Auf Instagram hat die Band circa 21.000 Abonnenten, auf Facebook circa 2000. Außerdem veröffentlicht die Band auf YouTube ihre Songs sowie Backstage-Einblicke.
Zum Zeitpunkt der Veröffentlichung ihres Debütalbums veranstalteten sie eine „Album listening party“ über den Livestream-Anbieter Twitch, sodass die Fans das Album das erste Mal live mit der Band anhören konnten. Ebenfalls filmte Beats by Dre eine Kurzdokumentation über die Entstehung des Songs 'Eyes Wide Shut' als Teil der Reihe Beats x Beats: Inside Out. Das Video wurde am 16. September 2020 auf YouTube veröffentlicht.
Da auf Grund der COVID-19-Pandemie bisher keine Konzerte vor Publikum stattfinden konnten, spielte die Band ein Livekonzert im Roxy Theatre in LA am 8. Dezember 2020, um ihr erstes Album trotzdem live ihren Fans präsentieren zu können. Die Fans konnten dafür Tickets kaufen und mittels eines Livestreams das Konzert verfolgen. Die Live-Aufnahmen wurden danach auch auf YouTube veröffentlicht.
Ebenfalls rief die Band ihre Fans über die Sozialen Medien dazu auf, kurze Clips von sich selbst aufzunehmen, in denen sie ein Schild halten, auf dem steht, womit sie zu kämpfen haben oder hatten. Diese Clips sind Teil des Musikvideos zu dem Song Where Were You.
In der ungefähr einjährigen Geschichte der Newcomerband hat sie bereits die Aufmerksamkeit verschiedener Medien auf sich gezogen von der Alternative Press in den USA bis hin zum deutschen Online-Musikmagazin Diffus.

## Tourneen
Girlfriends sind 2023 mit Avril Lavigne auf deren "Love SUX European Tour" unterwegs und supporten mit eigenen Songs und Cover-Songs von Blink-182.

## Diskografie

### Alben
- 2020: Girlfriends
- 2022: (e)motion sickness
- 2022: (e)motion sickness (Deluxe)

### EPs
- 2023: Over My Dead Body EP

### Singles
- 2020: California
- 2020: Eyes Wide Shut
- 2021: Congratulations (feat. Jasiah)
- 2021: Tattoo
- 2022: Pretty Mouth
- 2022: Missing You
- 2022: Toaster For A Swim
- 2022: I Thought About You While I Was Taking A Shower
- 2022: High Again
- 2022: Therapist
- 2023: Over My Dead Body
- 2023: Life's a Brittany

### Musikvideos
| Jahr | Titel                                           | Regisseur                        |
| ---- | ----------------------------------------------- | -------------------------------- |
| 2020 | California                                      | Young Man                        |
| 2020 | Eyes Wide Shut                                  | Sarah Pardini, Branden Wilbarger |
| 2020 | Jessica                                         | Effy Kawira                      |
| 2020 | Where Were You                                  | /                                |
| 2021 | Congratulations                                 | Marco Marchiori                  |
| 2021 | Tattoo                                          | /                                |
| 2022 | High Again                                      | Jordan Wozy                      |
| 2022 | I Thought About You While I Was Taking A Shower | Travis Mills                     |